# Харківська вулиця (Дніпро)
Харківська вулиця — одна з центральних вулиць міста Дніпро, одна з давніх вулиць центральної міської місцевості — Половиці. Розташована у Шевченківському адміністративному районі Дніпра.
Вулиця рівнинна.
Довжина вулиці — 650 м; з проїздом з західної сторони від з'їзду з Центрального мосту між вулицею Князя Володимира Великого й Січеславською Набережною — загальна довжина 900 метрів.

## Історія
Харківська вулиця є існуючою вулицею Половиці, що була адаптована у план Катеринославу архітектором Іваном Старовим наприкінці 18 сторіччя. Вулиця була частиною єврейських кварталів Катеринослава. З катеринославських часів Харківська вулиця не змінила своєї назви за радянської доби.
За катеринославської доби вулиця закінчувалася торговою площею біля пристані й перенесеним у 1867 році наплавним мостом на ліву сторону Дніпра, що продовжувався на лівобережжі Новомосковським шляхом.
У 1980-х роках будівля № 6 зазнала пожежі, де було вилито для загасання 120 тон води.
У 2000 роках квартал між Харківською, Глінки, Коцюбинського й Князя Володимира Великого забудували 25-ти поверховим торговим, офісним й житловим комплексом Міст-Сіті Центр.

## Будівлі
Харківська вулиця була однією з багатих на пам'ятки катеринославської архітектури, які втрачає з німецько-радянської війни й дотепер.
- № 3 — доходний будинок Шифрина; на 1904 рік — контора торгового дому «О. О. Майданський і Сини»; на 1930 рік — проектний інститут (контора) «Шахтобуд», з 1943 року — трест «Укрвуглепроект»; з 1951 року — проектний інститут «Дніпродіпрошахт»;[3][4]
- № 5 — у 1850-1860-х роках зведено 2-поверховий дохідний будинок, що у 1874 придбане Д. М. Кравцовим, у 1877 році — торговим домом «Меєр Зусман і сини», у 1887 — М. В. Майданським; тут розташовувалися Безкоштовна лікувальня й аптека спілки лікарів, контора торгового дома «А. О. Майданський і Сини», магазин М. Г. Онік, фабрика З. І. Кроль;
- № 6 — 4-поверховий дохідний будинок, що згорів у 1980-ті роки, проте не відновлений й дотепер;[5]
- № 8 (тепер не існує) — будинок Єфіма Чуюна, де переїхала синагога ремісників;[6][7]
- № 11 — склади торгового дому «Брати Тавровські»;[8]
- № 13 — Апеляційний суд Дніпропетровської області.

## Перехресні вулиці
Бере початок від проспекту Яворницького. З іншої, південної сторони проспекту Яворницького, вісь вулиці продовжує вулиця Січових Стрільців, що піднімається угору на пагорб. До вулиці Магдебурзького права Харківська вулиця має односторонній рух, що приймає з вулиці Січових Стрільців, якою йде основний міський автомобільний рух «південь-північ»; односторонній автомобільний рух спрямовується управо на вулицю Магдебурзького права, звідки йде на ліву сторону через Центральний міст; сама Харківська вулиця після цього перехрестя бере уліво.
З часів Половиці до побудови розв'язки Центрального мосту вулиця доходила до берега Дніпра. За Катеринослава вулиця закінчувалася припортовою торговою площею з мостом через Дніпро.
Перехресні вулиці:
- проспект Яворницького,
- вулиця Магдебурзького права,
- вулиця Липинського,
- вулиця Глінки,
- вулиця Князя Володимира Великого,
- (Європейський бульвар) — незавершений пішоходний бульвар через зупинку у зведенні 56-ти поверхового дніпровського хмарочосу «Брама»,
- (Січеславська Набережна) — прямий зв'язок з віссю вулиці перерваний з'їздом з Центрального мосту.

## Світлини

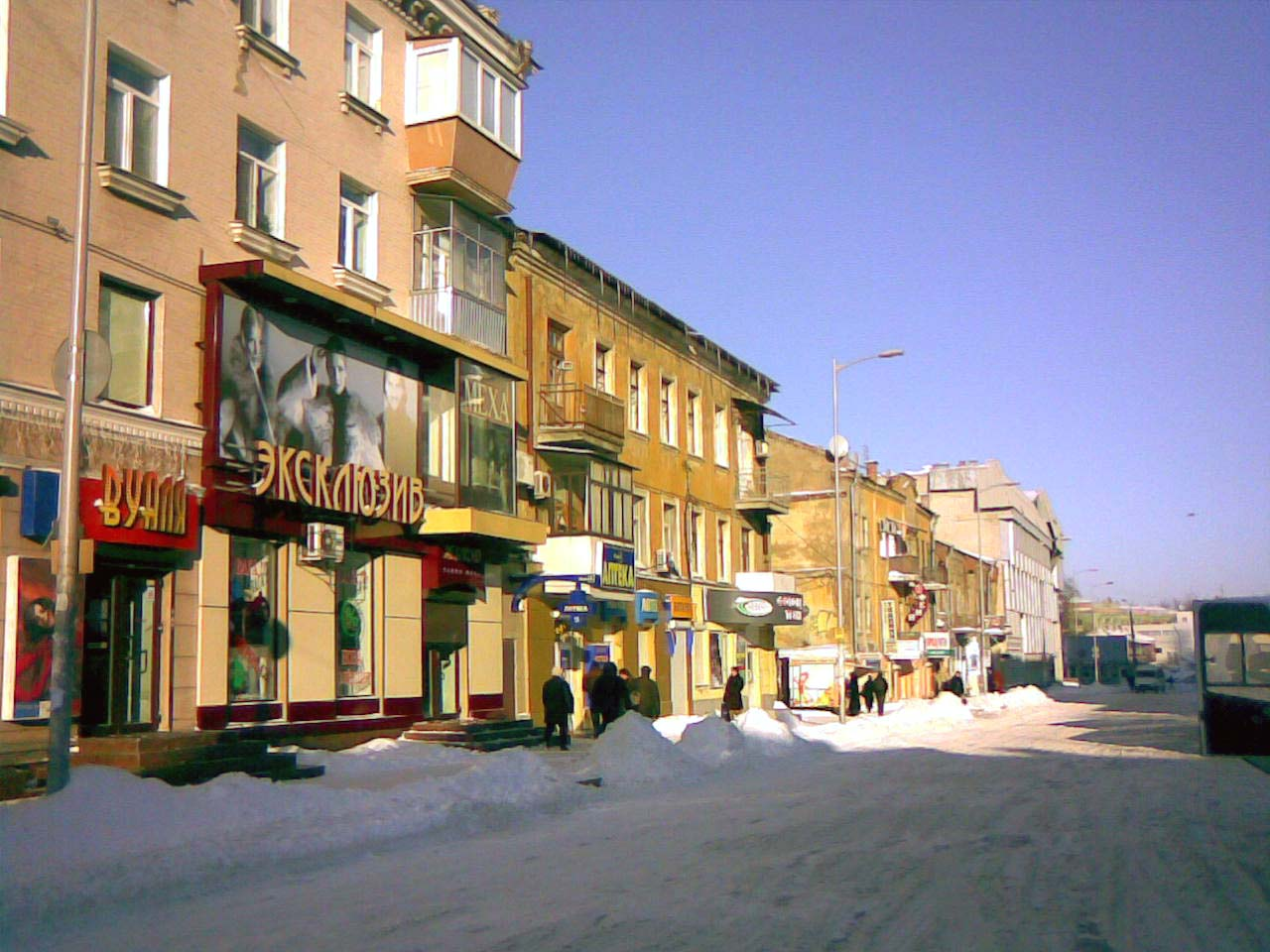
Харківська вулиця, вид від рогу з вулицею Липинського на північ на західну сторону вулиці
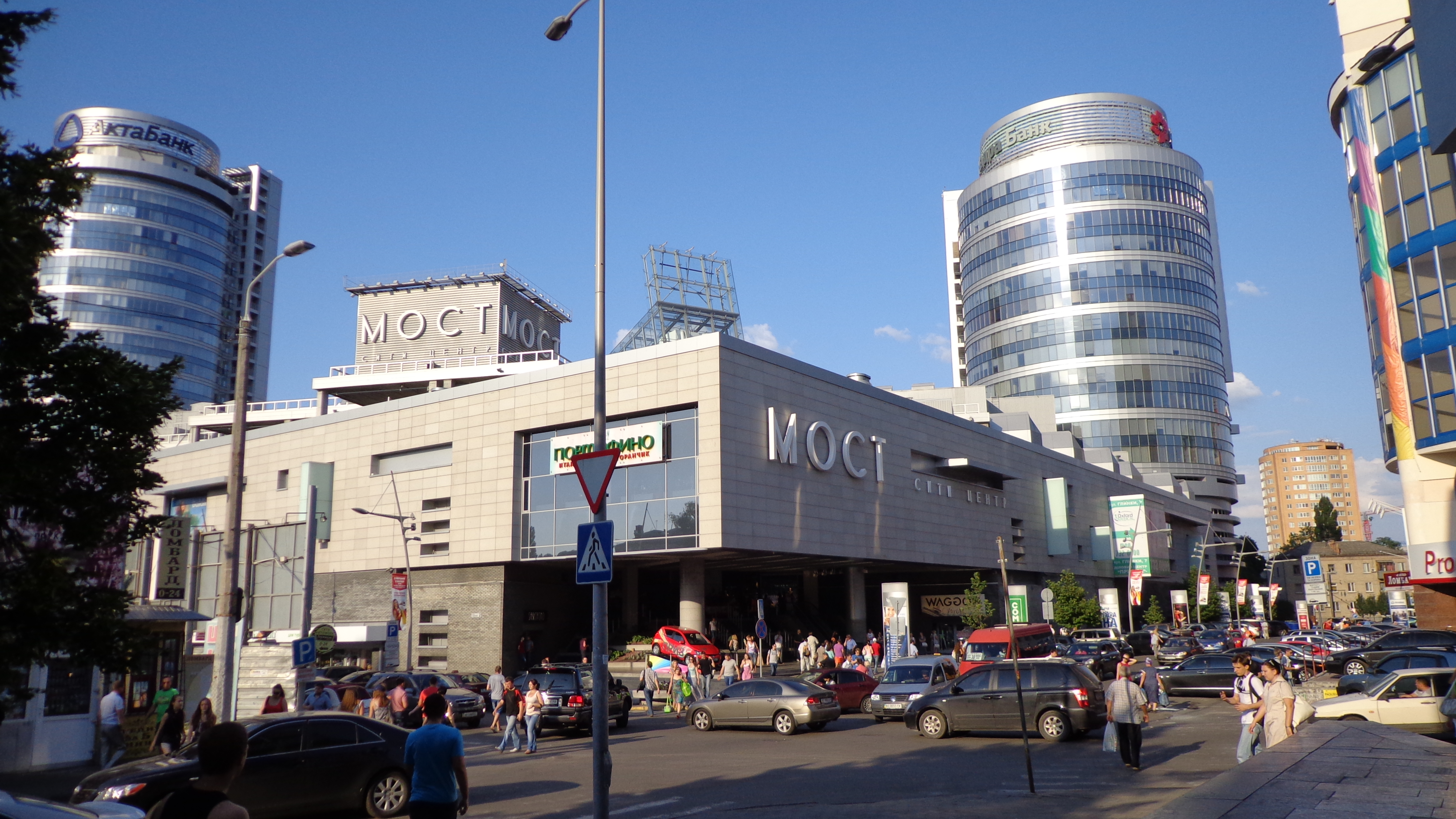
Вид на Мост-Сіті Центр на розі Глінки й Харківської
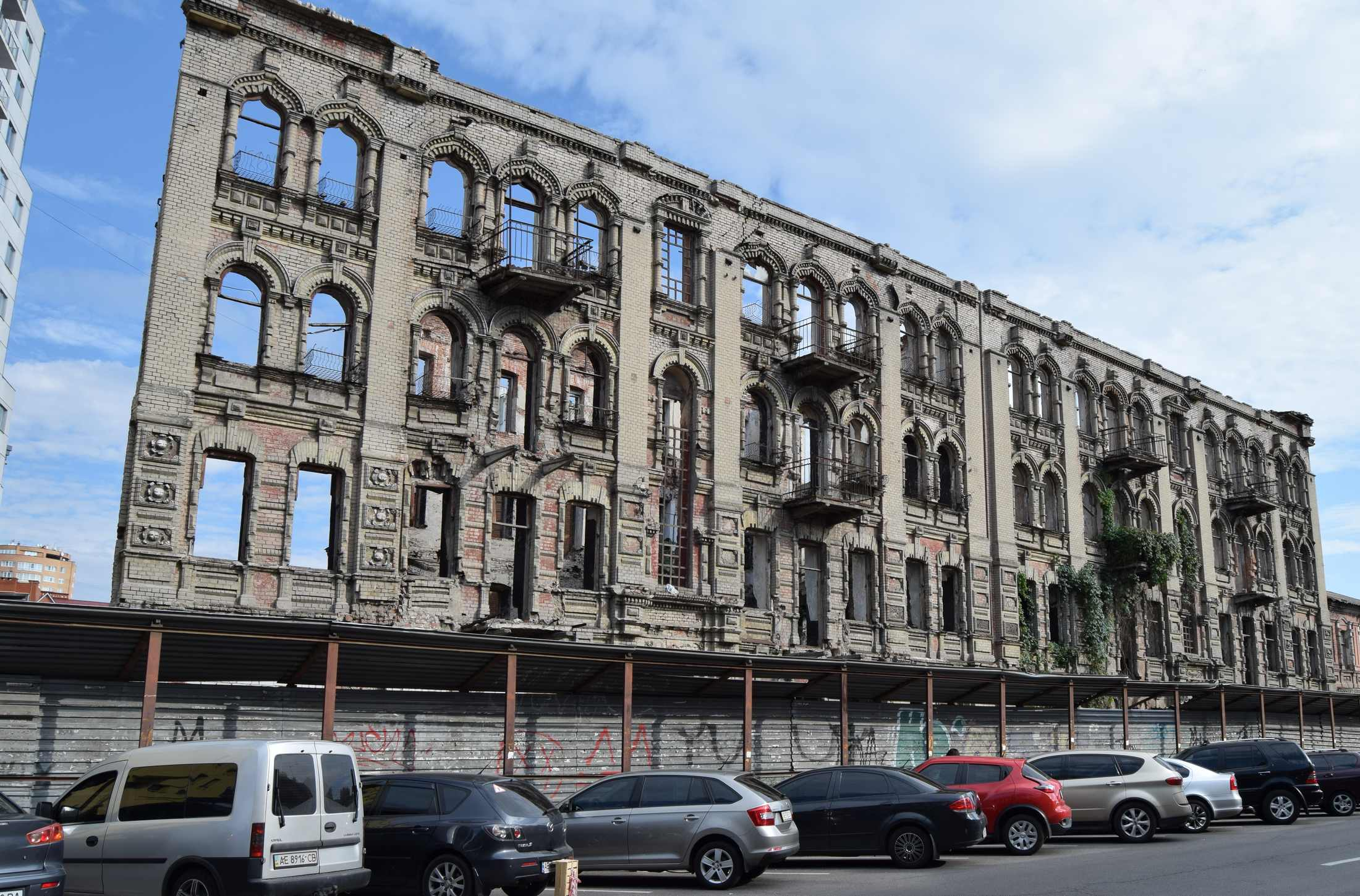
Харківська вулиця, 6